# Nyrup Overdrev
Nyrup Overdrev er en bebyggelse i Gurre Sogn i Helsingør Kommune i Nordsjælland. Bebyggelsen er i dag vokset sammen med Gurre.
|  | Denne artikel om lokaliteten Nyrup Overdrev kan blive bedre, hvis der indsættes et (bedre) billede. Du kan hjælpe ved at afsøge Wikimedia Commons for et passende billede eller lægge et op på Wikimedia Commons med en af de tilladte licenser og indsætte det i artiklen. |

56°00′52″N 12°31′20″Ø / 56.0144°N 12.5223°Ø